# 伊作教久
伊作 教久（いざく のりひさ）は、室町時代の武将。薩摩国島津氏の分家・伊作氏6代当主。年代的に考えると｢教｣の字は当時の室町幕府の将軍・足利義教から下賜されたものと推測される。
応永29年（1422年）、祖父であり伊作氏4代当主・伊作久義が弟の十忠により殺害されると、久義と共にいた教久の身にも危険が及ぶが、家臣に守られ居城の伊作亀丸城に篭城。島津宗家8代当主・島津久豊はこの騒動の原因が教久の父・勝久にあるとしたため、勝久は肥後国へ追放される。教久は縁故の市来氏に預けられることになった。永享5年（1433年）、島津宗家9代当主・島津忠国の弟・用久（当時守護代）の命で領地は大幅に減ったものの伊作へ復帰することになった。
嘉吉2年（1442年）、伊作にて死去。家督を継いだ子・犬安丸が長禄2年12月4日（1459年1月8日）に急死すると、島津忠国の三男・久逸が養子に入り、伊作氏を継承した。